# الهوى (عفرين)
الهوى أو عرشقيبار (بالكردية: Erşqîbar أو Qîbar‏) سابقًا هي قرية سوريّة تتبع إداريّاً لمحافظة حلب منطقة عفرين ناحية مركز عفرين. بلغ تعداد سكانها 743 نسمة حسب التعداد السكاني لعام 2004، و6,144 نسمة حسب قيود السجل المدني لنهاية عام 2005. كانت في بداية القرن العشرين مركزا للزعامة الإيزيدية في المنطقة.